# Битва при Александретте
Битва при Александретте — одно из сражений арабо-византийских войн, которое произошло в 971 году на территории современной Сирии между войсками Византийской империи и Фатимидского халифата близ города Александретта.
Битва произошла в то время как основные силы Фатимидов осаждали Антиохию, которую византийцы захватили за два года до этого. Византийцы, возглавляемые одним из евнухов императора Иоанна I Цимисхия, заманили четырёхтысячный отряд фатимидских воинов в пустой лагерь, а затем напали на них с разных сторон. Поражение в битве в сочетании с вторжением карматов на юге Сирии заставило Фатимидов снять осаду Антиохии и обеспечило византийцам контроль над Северной Сирией.

## Предыстория
28 октября 969 года византийский полководец Михаил Вурца захватил Антиохию. Вскоре после захвата между Византией и хамданидским эмиратом Алеппо был заключен договор, по условиям которого правитель Алеппо стал данником Византийской империи, а в состав Византии вошли аббасидские территории в Киликии и верхней Месопотамии вместе с прибрежной полосой Сирии между Средиземным морем и рекой Оронт вплоть до окрестностей Триполи, Арки и Шайзара. Византийский контроль над этим районом изначально был скорее формальным, а убийство императора Никифора II в декабре 969 года поставило под вопрос их дальнейшее нахождение в составе империи.
В тот же период войска Фатимидов под командованием Джаухар ас-Сакали, выступив из Ифрикии, покорили Египет. Фатимиды использовали успехи «неверных» византийцев у Антиохии как главный пункт в своей пропаганде, направленной на вновь завоёванные области, наряду с обещаниями восстановить справедливую власть. Новости о падении Антиохии убедили фатимидского халифа позволить Джаухару ас-Сакали направить часть войск в Палестину под командованием Джафара ибн-Фалаха. Джафар победил остатки армии династии Ихшидидов, правившей в Египте до его завоевания Фатимидами, и в 970 году захватил Рамлу, после чего осадил Дамаск.

## Осада Антиохии и битва при Александретте
Почти сразу после того как армия дошла до Дамаска, Джафар ибн-Фалах поручил одному из своих гулямов по имени Футух («Победа») напасть на византийцев. Футух собрал большую армию из берберов племени кутама, пополненную новобранцами из Палестины и Южной Сирии, и в декабре 970 года осадил Антиохию. Византийский писатель Георгий Кедрин утверждал, что армия Фатимидов насчитывала более 100 тыс. человек, но Идрис Имад ад-Дин сообщал, что она была не больше 20 тыс.. Фатимиды осадили город, однако его жители упорно сопротивлялись и Джафару ибн-Фалаху пришлось отправить «армию после армии», как писал историк XIV века Абу Бакр ибн ад-Давадари. Согласно египетскому историку XV века Такиюддину аль-Макризи, именно эти дополнительные силы в количестве 4 тыс. человек дали возможность полностью перекрыть снабжение города, перехватывая направлявшиеся к нему караваны.
Тем временем убивший Никифора и сам ставший императором Византии Иоанн Цимисхий не смог начать масштабные военные действия на востоке из-за более опасного вторжения на Балканы князя Святослава Игоревича. Цимисхий послал небольшой отряд под командованием своего доверенного евнуха, патрикия Николая, который, по словам Льва Диакона, обладал достаточным военным опытом, чтобы освободить город от осады. Тем временем безуспешная осада Антиохии продолжалась уже в течение пяти месяцев. В какой-то момент отряд под командованием берберского вождя Араса и бывшего эмира Тарсуса Ибн аз-Заята двинулся на север в сторону Александретты, где ночевала византийская армия. Узнав о подходе вражеских сил, византийский полководец покинул лагерь и разместил свои войска в засаде. Найдя брошенный лагерь противника, войска Фатимидов начали грабить его, не обследовав местность вокруг. В этот момент Николай предпринял неожиданную атаку с разных сторон и войска Фатимидов начали в суматохе отступать; бо́льшая часть мусульманской армии погибла, но Арасу с Ибн аз-Заятом удалось спастись.
Поражение при Александретте, в сочетании с новостями о нападении карматов на Дамаск, нанесло серьёзный удар по боевому духу Фатимидов. Ибн-Фалах приказал Футуху снять осаду с Антиохии в начале июля 971 года.

## Последствия
Победа византийцев, с одной стороны, укрепила их позиции на севере Сирии, а с другой, понизила репутацию Фатимидов. Как пишет историк Пол Уокер, Ибн-Фалах, «потеряв войска и авторитет в Александретте, вынужден был противостоять карматам». Джафар не смог противостоять карматам и их бедуинским союзникам: он был побеждён и убит в бою в августе 971 года. Фатимиды постоянно теряли территории, но после победы при Фустате им в конце концов удалось выгнать карматов из Сирии и восстановить свой контроль над беспокойной провинцией. Византийцы не двигались на юг до тех пор, пока больша́я армия во главе с Иоанном Цимисхием не совершила поход по мусульманским землям в 974—975 годах. Хотя император продвинулся достаточно глубоко во владения мусульман и даже грозился взять Иерусалим, его смерть в январе 976 года заставила армию вернуться, и византийцы никогда больше не пытались продвинуться дальше Антиохии.

## Комментарии
1. ↑  Однако историк Идрис Имад ад-Дин в своей книге «Uyun al-Akhbar» упоминает также некоего Абдаллаха ибн Убайда Аллах Аль-Хусайни Аху Муслима как командира[8].
2. ↑  Историк Пол Уокер считает осаду Антиохии 970—971 годов частью битвы при Александретте[9].
3. ↑  Как сообщает историк ибн ад-Давадари, отряд состоял из 4000 мужчин.